# バスケットボールスコットランド代表
バスケットボールスコットランド代表(Scotland national basketball team)は、スコットランドバスケットボール連盟によって編成され国際大会に派遣されるバスケットボールのナショナルチームである。
イギリスのバスケットボールはサッカー同様、イングランド・スコットランド・ウェールズ・北アイルランド毎に連盟が置かれ、それぞれでナショナルチームがあり、スコットランド代表もスコットランド連盟により結成されている。
スコットランドとしてはユーロバスケットに1951年と1957年2度出場。最高位は1957年の15位といまいち振るわず。
近代オリンピックには単一国家（統一イギリス代表）としての出場が大原則であるため、オリンピックには、英国バスケットボール連盟によって編成される統一イギリス代表が出場する。だが、1948年ロンドン五輪の一度しか統一イギリス代表は編成されていない。しかし2012年の開催が内定したロンドン五輪に向けてイングランド・ウェールズとの統一イギリス代表が編成され、2005年より国際試合に出場している。

## 主な国際大会成績

### 夏季オリンピック
- 出場なし

### 世界選手権
- 出場なし

### ユーロバスケット
- 15位：1957年